# Katarzyna Żak
Katarzyna Anna Żak z domu Matusiak (ur. 19 października 1963 w Toruniu) – polska aktorka filmowa, telewizyjna i teatralna oraz wokalistka. Popularność zyskała dzięki rolom w serialach Miodowe lata i Ranczo.

## Życiorys
W 1986 ukończyła studia na Wydziale Lalkarskim w Państwowej Wyższej Szkole Teatralnej, filia we Wrocławiu.
W latach 1986–1995 występowała w Teatrze Współczesnym im. Edmunda Wiercińskiego we Wrocławiu, w którym zadebiutowała rolą Panny Młodej w Sztukmistrzu z Lublina Isaaca Bashevisa Singera, w reżyserii Jana Szurmieja. W 1991 za wykonanie utworu „Kartoflanka” otrzymała wyróźnienie w finale 12. Przeglądu Piosenki Aktorskiej we Wrocławiu, a w nagrodę zyskała roczną opiekę artystyczną Wojciecha Młynarskiego. W 1993 otrzymała Nagrodę Towarzystwa Przyjaciół Teatru we Wrocławiu dla młodego aktora. W 1994 w ramach współpracy z Wojciechem Młynarskim nagrała płytę pt. Młynarski Jazz. W 1995 premierę miał album świąteczny 
Włodzimierza Nahornego pt. Kolędy na cały rok, na którym znalazły się dwie piosenki nagrane przez Żak: „Zdarzyło się w stajence” i „Już wracają Trzej Królowie”.
W latach 1995–2011 była aktorką warszawskiego Teatru Rampa, w którym zadebiutowała rolą w rewii Tango Criminale Wojciecha Młynarskiego. Występuje w warszawskich teatrach: Och-Teatr, Roma, Capitol, Syrena i Komedia.
W latach 1998–1999 współprowadziła z Robertem Janowskim program muzyczny Jaka to melodia?. Użyczyła głosu Królowej Klarion w serii filmów animowanych o Dzwoneczku. W 2009 uczestniczyła w piątej edycji programu rozrywkowego Polsatu Jak oni śpiewają. W 2014 została uhonorowana „katarzynką” w Piernikowej Alei Gwiazd w Toruniu. W tym samym roku zaśpiewała piosenki „Ballada o dwóch koniach” i „Bohaterowie Remarque’a” na 2. Festiwalu Twórczości Wojciecha Młynarskiego w Gdańsku. W 2015 była nominowana do Telekamery „Tele Tygodnia” 2015 w kategorii „Aktorka”.
W 2016 odcisnęła swoją dłoń na Promenadzie Gwiazd w Międzyzdrojach. W tym samym roku nagrała album pt. Bardzo przyjemnie jest żyć, na który teksty napisali: Magda Czapińska, Artur Andrus, Wojciech Młynarski, Andrzej Poniedzielski, Jan Wołek i Michał Zabłocki. W 2019 nagrała album z piosenkami Agnieszki Osieckiej pt. Miłosna Osiecka, na którą otrzymała dwa niepublikowane do tej pory teksty Osieckiej od Fundacji Okularnicy. W listopadzie 2019 z aktorskim recitalem Bardzo śmieszne piosenki zwyciężyła na Festiwalu Teatralnym im. Krystyny Sienkiewicz w Rawiczu. W 2023 stworzyła recital Młynarski – kocham cię życie. W 2025 wygrała z piosenką „Bo jeśli miłość ma kres” konkurs Premier na LXII Krajowym Festiwalu Piosenki Polskiej w Opolu.

## Życie prywatne
Jej mężem jest aktor Cezary Żak, z którym ma dwie córki: Aleksandrę (ur. 1988) i Zuzannę (ur. 1994). Do 2000 mieszkali w Sulejówku.

## Filmografia
- 1990: Seszele jako Małgośka
- 1991: Tak tak jako aktorka w spektaklu telewizyjnym
- 1993: Obcy musi fruwać jako Jolka, kobieta w pociągu
- 1995: Gracze jako członek sztabu wyborczego Wałęsy
- 1996: Tajemnica Sagali jako mieszkanka Biskupina (odc. 4 i 5)
- 1998: 13 posterunek jako opiekunka grupy przedszkolaków (odc. 14)
- 1999: Tygrysy Europy jako uczestniczka interview u Nowaków
- 1999: Miodowe lata jako Anna Spyra (odc. 30)
- 1999–2002: Klan jako Danuta Kwiatkowska, sąsiadka Grażyny i Ryszarda Lubiczów
- 2000: Wielkie rzeczy jako robotnica w kolejce po staniki
- 2000: Twarze i maski jako kierowniczka domu kultury, kochanka Jakuba (odc. 3)
- 2001: Garderoba damska jako kobieta (odc. 2 i 7)
- 2002–2003: Miodowe lata jako Alina Krawczyk, żona Karola
- 2002: Na dobre i na złe jako lekarka w klinice (odc. 109)
- 2003: Kasia i Tomek jako sprzedawczyni; tylko głos (Seria III/odc. 16)
- 2004: Całkiem nowe lata miodowe jako Alina Krawczyk
- 2005: RajUstopy jako matka Piotra
- 2005: Komornik jako sekretarka Kasia
- 2006–2009, 2011–2016: Ranczo jako Kazimiera Solejukowa
- 2006: Magda M. jako Urszula Borecka (odc. 23)
- 2007: Ranczo Wilkowyje jako Kazimiera Solejukowa
- 2007: Kryminalni jako komisarz Aldona Sulik (odc. 76)
- 2007: I kto tu rządzi? jako Fredka Skarżycka (odc. 4)
- 2008: Teraz albo nigdy! jako urzędniczka USC (odc. 6)
- 2008: Plebania jako Teresa
- 2009–2011, od 2013: Na Wspólnej jako Halina Dębkowa
- 2009: Enen jako siostra dyżurna w domu opieki społecznej
- 2011: Siła wyższa jako siostra Bazylia, siostra Doroty
- 2011: Ojciec Mateusz jako Skowrońska, matka Gosi (odc. 90)
- 2014: Przyjaciółki jako matka Wojtka (odc. 31 i 46)
- 2014–2015: M jak miłość jako Dorota Tarnowska, matka Joanny
- 2014: Czas honoru. Powstanie jako Gruszecka
- 2016: Komisarz Alex jako Krystyna Pałas (odc. 101)
- 2017: Ucho Prezesa jako Jolanta ze Słupska (odc. 5, 14, 27 i 44)
- 2020: Ojciec Mateusz jako Wanda Rutkowska, matka Wiktorii (odc. 293)
- 2020–2022: BrzydUla 2 jako sprzątaczka Lucyna
- 2021: Mecenas Porada jako Monika Rawska (odc. 6)
- 2021: Po pierwsze jako anestezjolog
- 2024: Teściowie
- 2025: Piernikowe serce jako Melania

## Dubbing
- 1991: Amerykańska opowieść – śpiew piosenek
- 2008: Dzwoneczek – królowa Klarion
- 2009: Dzwoneczek i zaginiony skarb – królowa Klarion
- 2012: Dzwoneczek i sekret magicznych skrzydeł – królowa Klarion
- 2014: Dzwoneczek i tajemnica piratów – królowa Klarion
- 2015: Dzwoneczek i bestia z Nibylandii – królowa Klarion
- 2021: Flora i Ulisses – Tootie Tickham

## Teatr Telewizji
- 1997: Dziennikarze – dziennikarka